# Les Casse-pieds
Cet article possède un paronyme, voir Casse-pieds (homonymie).
Pour plus de détails, voir Fiche technique et Distribution.
Les Casse-Pieds ou Parade du temps perdu est un film français de Jean Dréville sorti en 1948.

## Synopsis
Un conférencier décrit les différents types de raseurs des temps modernes, fâcheux ou casse-pieds qui vous gâchent la vie à toutes heures de la journée. Ses propos servent de prétexte à 14 sketches.

## Fiche technique
- Titre original : Les Casse-pieds
- Réalisation : Jean Dréville, assisté de  Yves Ciampi et Jacques Garcia
- Scénario, adaptation et dialogues : Noël-Noël
- Décors : Lucien Carré
- Photographie : Léonce-Henri Burel
- Montage : Jean Feyte
- Son : René-Christian Forget
- Musique : René Cloërec
- Illustrations : Beuville
- Scénario : Edward Kingsley (sous-titres anglais)
- Société de production : Cinéphonic
- Production : Alain Poiré
- Distribution : Gaumont
- Format : Son mono - Noir et blanc - 35 mm  - 1,37:1
- Genre : Comédie
- Durée : 75 minutes
- Date de sortie : France - 26 novembre 1948
- Visa d'exploitation : 8800
- Entrées France : 4.328.290 (5ème film de l'année)
- Affiche : Roger Cartier (France)

## Distribution
- Noël-Noël : le conférencier
- Bernard Blier : lui-même, importuné quand il attend une dame
- Marguerite Deval : la dame obligeante qui a été infirmière
- Jean Tissier : lui-même, importun chez Blier
- Aline André : Marinette, l'épouse du conférencier
- Jean Brochard : le fâcheux moustachu qui réapparaît toujours
- Gaby Bruyère
- Paul Clérouc
- Henri Crémieux : lui-même, résistant
- Pierre Destailles : l'employé du gaz
- Paul Frankeur : le blagueur du métro
- Élisa Lamotte : la chauffarde
- Maryse Martin
- Jacques Mattler : l'industriel
- Jean-Pierre Mocky
- Claire Olivier : la dame qui porte en ville
- Georges Questiau :
- Émile Rémongin :
- Marion Tourès
- Michèle Rolla : Guylaine, le rendez-vous de Blier
- Pierre Noël
- Jean Varennes
- Madeleine Barbulée : la fâcheuse qui fait des vocalises
- Charles Vissières
- Titys
- Rudy Lenoir : l'officier nazi à qui on vole son gland
- René Blancard : Thomas
- La Houppa : prostituée qui chante

## Autour du film
- On remarque un certain Jean-Pierre Mocky dans la distribution.
- Yves Robert fera une nouvelle version des Casse-pieds en 1992 avec Le Bal des casse-pieds.

## Récompenses et distinctions
- Prix Louis-Delluc en 1948[1]
- Grand prix du cinéma français en 1948
- Prix du meilleur Scénario à Knokke-le-Zoute en 1948
- Prix du Festival Mondial à Bruxelles en 1949